# Кочки (Новосибірська область)
Кочки (рос. Кочки) — село в Новосибірської області, адміністративний центр Кочковського району. Утворює сільське поселення Кочковське сільське поселення.

## Георграфія
Село розташований на річці Карасук, в 178 км на північний захід від Новосибірська. Відстань по автомобільним дорогам від Новосибірська до села — 202 кілометри.

## Населення
| 1959  | 1970  | 1979  | 1989  | 2002  | 2007  | 2010  |
| ----- | ----- | ----- | ----- | ----- | ----- | ----- |
| 2996  | ↗3007 | ↗3649 | ↗4363 | ↘4154 | ↗4470 | ↘4055 |
| 2012  | 2013  | 2014  | 2015  | 2016  | 2017  |       |
| ↘4031 | ↘4020 | ↘3962 | ↗3963 | ↗3972 | ↗3988 |       |